# Andreas Öhman
Andreas Gustaf Artur Öhman, né le 24 janvier 1985 à Kramfors (Suède), est un réalisateur, scénariste et monteur suédois.

## Filmographie partielle

### Comme réalisateur
- 2007 : Blandband #307
- 2007 : Myggan (série TV)
- 2009 : Mitt liv som trailer. (My Life as a Trailer)
- 2010 : I rymden finns inga känslor (court métrage)
- 2010 : Simple Simon (I rymden finns inga känslor)
- 2012 : Bara sex
- 2012 : Bitchkram (Bitch Hug)
- 2012 : Göra slut
- 2014 : Remake
- 2015 : The Hundred Code (100 code) (série TV)
- 2015 : Odödliga
- 2016 : Untitled Short Film by Andreas Öhman

#### En pré-production
- 2017 : Magic
- 2017 : Things I Saw Before I Went Blind

### Comme scénariste
- 2007 : Blandband #307
- 2007 : Myggan (série TV)
- 2009 : Mitt liv som trailer.
- 2010 : Simple Simon (I rymden finns inga känslor (I))
- 2010 : I rymden finns inga känslor (II)
- 2012 : Bitchkram
- 2012 : Göra slut
- 2014 : Remake
- 2015 : Odödliga
- 2016 : Untitled Short Film by Andreas Öhman